# Бродівський провулок (Київ, Віта-Литовська)
Бро́дівський прову́лок — провулок у Голосіївському районі міста Києва, місцевість Віта-Литовська. Пролягає від Бродівської до Любомирської вулиці.

## Історія
Провулок виник у 1-й половині XX століття. Сучасна назва — з 1957 року.